# Veľká kopa
Veľká kopa (polsky Wielka Kopa Koprowa) je hora v Západních Tatrách a zároveň nejvyšší vrchol geomorfologického okrsku Liptovské kopy.
Liptovské kopy jsou Hladkým sedlem spojeny s hlavním hřebenem Vysokých Tater a podle polských geografů tak patří geomorfologicky k Východním Tatrám. České a slovenské geomorfologické členění vychází mj. i z geologických poměrů a charakteru pohoří a oblé a travnaté vrcholy Liptovských kop proto řadí do skupiny Západních Tater.
Veľká kopa se tyčí zhruba uprostřed hřebene, 3 km západo-jihozápadně od Hladkého sedla a necelých 6 km severo-severozápadně od Kriváně. Vypíná se do výšky 2052 m n. m., s prominencí 175 metrů.

## Historie
Veľkou kopu zmiňuje pod názvem Kôprová Veľká už Matej Bel, slovenský polyhistor z první poloviny 18. století.
V oblasti Liptovských kop nejsou horolezecké terény, proto se uvádějí jen zimní (obvykle lyžařské) výstupy.
- 1912 J. Grabowski a pšt druhů, hřebenem od sedla Závory na Veľkou kopu.
- 1914 L. Leszko, W. Majewski a W. Skibniewski, úplný přechod hřebene od Závor do osady Podbanské.
- 1921 E. Michalewska, M. Świerz a pět druhů, přes Vyšný Licierov závrat.

Během SNP v rozložitém masivu Veľké kopy pobývali partyzáni a v horách se odehrávaly i boje s Němci.

## Přístup
Celý hřeben Liptovských kop je přísně chráněným územím a vrchol Veľké kopy je tedy nepřístupný.

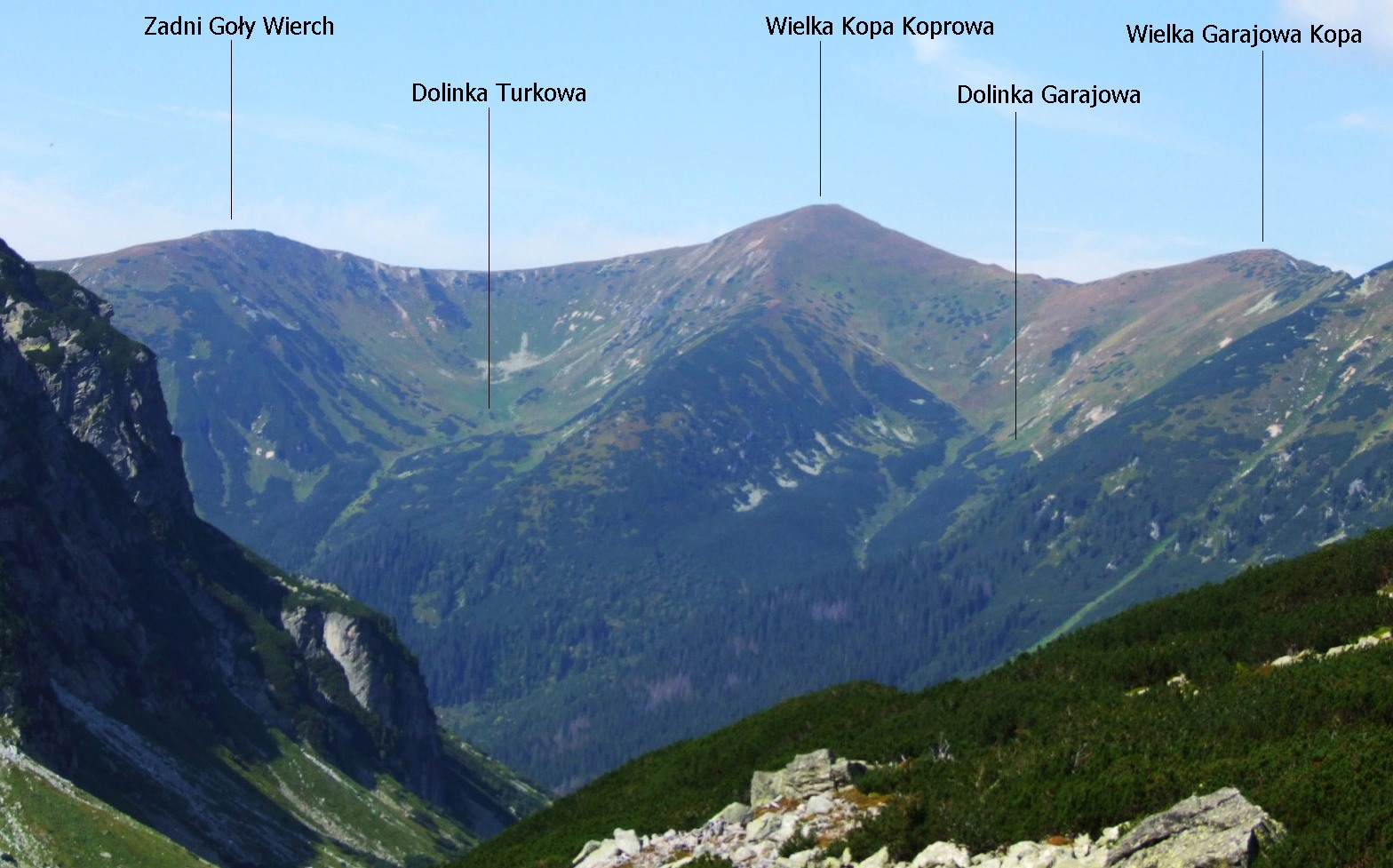
Liptovské kopy, Veľká kopa uprostřed